# Mindif
Mindif – miasto w Kamerunie, w Regionie Dalekiej Północy. Liczy około 10,7 tys. mieszkańców.